# Teorema de Rouché
El teorema de Rouché, que lleva el nombre de Eugène Rouché, establece que para dos funciones complejas f y g, con valores holomórficos cualesquiera dentro de una región {\displaystyle K} con contorno cerrado {\displaystyle \partial K}, si |g(z)| < |f(z)| en {\displaystyle \partial K}, entonces (f) y (f + g) tienen el mismo número de ceros dentro de {\displaystyle K}, donde cada cero se cuenta tantas veces como su multiplicidad. Este teorema asume que el contorno {\displaystyle \partial K} es simple, es decir, sin auto-intersecciones. El teorema de Rouché es una consecuencia sencilla de un teorema de Rouché simétrico más fuerte que se describe a continuación.

## Uso
El teorema se usa generalmente para simplificar el problema de ubicar ceros, como sigue. Dada una función analítica, se escribe como la suma de dos partes, una de las cuales es más simple y crece más rápido que (y por lo tanto, domina a) la otra parte. Entonces se pueden ubicar los ceros mirando solo la parte dominante. Por ejemplo, el polinomio {\displaystyle z^{5}+3z^{3}+7} tiene exactamente 5 ceros en el disco {\displaystyle |z|<2} porque {\displaystyle |3z^{3}+7|\leq 31<32=|z^{5}|} para cada {\displaystyle |z|=2}, y {\displaystyle z^{5}}, la parte dominante, tiene cinco ceros en el disco.

## Explicación geométrica

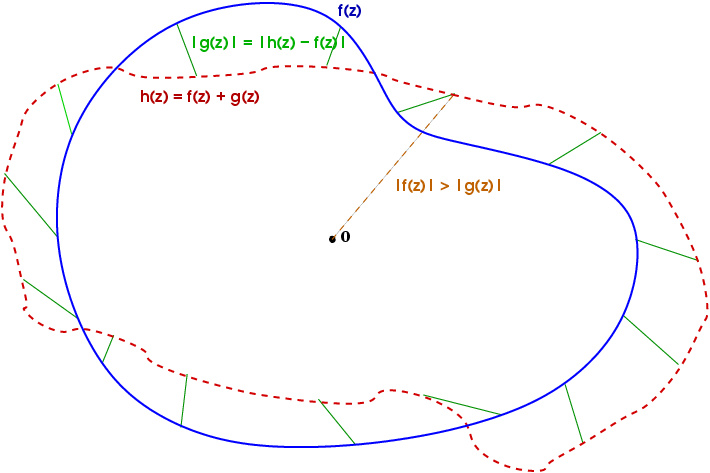
Dado que la distancia entre las curvas es pequeña, h(z) recorre exactamente una vuelta al igual que lo hace f(z).

Es posible proporcionar una explicación informal del teorema de Rouché.
Sea C una curva simple cerrada (es decir, que no se interseca a sí misma). Sea h(z) = f(z) + g(z). Si f y g son ambas holomórficas en el interior de C, entonces h también debe ser holomórfica en el interior de C. Entonces, con las condiciones impuestas anteriormente, el teorema de Rouché en su forma original (y no simétrica) dice que
Si |f(z)| > |h(z) − f(z)|, para cada z en C, entonces f y h tienen el mismo número de ceros en el interior de C.
Obsérvese que la condición |f(z)| > |h(z) − f(z)| significa que para cualquier z, la distancia desde f(z) al origen es mayor que la longitud de h(z) − f(z), que en la siguiente imagen significa que para cada punto de la curva azul, el segmento que lo une al origen es más grande que el segmento verde asociado a él. De manera informal se puede decir que la curva azul f(z) siempre está más cerca de la curva roja h(z) que del origen.
El párrafo anterior muestra que h(z) debe rodear el origen exactamente tantas veces como f(z). El índice de ambas curvas alrededor de cero es, por lo tanto, el mismo, por lo que, según principio del argumento, f(z) y h(z) deben tener el mismo número de ceros dentro de C.
Una conocida manera informal de resumir este argumento es la siguiente: si una persona paseara a un perro con una correa alrededor de un árbol, de modo que la distancia entre la persona y el árbol sea siempre mayor que la longitud de la correa, entonces, la persona y el perro rodean el árbol el mismo número de veces.

## Aplicaciones
Considérese el polinomio {\displaystyle z^{2}+2az+b^{2}} (donde {\displaystyle a>b>0}). Según la fórmula cuadrática tiene dos ceros en {\displaystyle -a\pm {\sqrt {a^{2}-b^{2}}}}. El teorema de Rouché se puede utilizar para obtener sus posiciones con más precisión. Sea
{\displaystyle |z^{2}+b^{2}|\leq 2b^{2}<2a|z|} para cada {\displaystyle |z|=b},
El teorema de Rouché afirma que el polinomio tiene exactamente un cero dentro del disco {\displaystyle |z|<b}. Dado que {\displaystyle -a-{\sqrt {a^{2}-b^{2}}}} está claramente fuera del disco, se concluye que el cero es {\displaystyle -a+{\sqrt {a^{2}-b^{2}}}}. Este tipo de argumento puede ser útil para localizar residuos cuando se aplica el teorema de los residuos de Cauchy.
El teorema de Rouché también se puede utilizar para dar una breve demostración del teorema fundamental del álgebra. Sea
{\displaystyle p(z)=a_{0}+a_{1}z+a_{2}z^{2}+\cdots +a_{n}z^{n},\quad a_{n}\neq 0}
y elíjase {\displaystyle R>0} tan grande que:
{\displaystyle |a_{0}+a_{1}z+\cdots +a_{n-1}z^{n-1}|\leq \sum _{j=0}^{n-1}|a_{j}|R^{j}<|a_{n}|R^{n}=|a_{n}z^{n}|{\text{ for }}|z|=R.}
Dado que {\displaystyle a_{n}z^{n}} tiene {\displaystyle n} ceros dentro del disco {\displaystyle |z|<R} (porque {\displaystyle R>0}), del teorema de Rouché se deduce que {\displaystyle p} también tiene el mismo número de ceros dentro del disco.
Una ventaja de esta demostración sobre las demás es que muestra no solo que un polinomio debe tener un cero, sino que el número de sus ceros es igual a su grado (contando, como es habitual, la multiplicidad).
Otro uso del teorema de Rouché es probar el teorema de la aplicación abierta para funciones analíticas.

## Versión simétrica
Theodor Estermann ya conocía una versión más fuerte del teorema de Rouché en 1962. Dice: sea {\displaystyle K\subset G} una región acotada con límite continuo {\displaystyle \partial K}. Dos funciones holomórficas {\displaystyle f,\,g\in {\mathcal {H}}(G)} tienen el mismo número de raíces (contando multiplicidad) en {\displaystyle K}, si la desigualdad estricta
{\displaystyle |f(z)-g(z)|<|f(z)|+|g(z)|\qquad \left(z\in \partial K\right)}
se mantiene en el límite {\displaystyle \partial K.}
La versión original del teorema de Rouché se sigue de esta versión simétrica aplicada a las funciones {\displaystyle (f+g),(f)} junto con la observación de que {\displaystyle f(z)+g(z)\neq 0} cuando {\displaystyle z} está en {\displaystyle \partial K}.
La declaración se puede entender intuitivamente de la siguiente manera:
Al considerar {\displaystyle -g} en lugar de {\displaystyle g}, la condición se puede reescribir como {\displaystyle |f(z)+g(z)|<|f(z)|+|g(z)|} para {\displaystyle z\in \partial K}.
Dado que {\displaystyle |f(z)+g(z)|\leq |f(z)|+|g(z)|} siempre se cumple según la desigualdad triangular, esto equivale a decir que {\displaystyle |f(z)+g(z)|\neq |f(z)|+|g(z)|} en {\displaystyle \partial K}, que está implícito en la condición {\displaystyle \arg {f(z)}\neq \arg {g(z)}}.
Intuitivamente, si los valores de {\displaystyle f} y {\displaystyle g} nunca apuntan en la misma dirección que los círculos de {\displaystyle z} en {\displaystyle \partial K}, entonces {\displaystyle f(z)} y {\displaystyle g(z)} se deben enrollar alrededor del origen la misma cantidad de veces.

## Demostración de la forma simétrica del teorema de Rouché
Sea {\displaystyle C\colon [0,1]\to \mathbb {C} } una curva cerrada simple cuya imagen es el límite {\displaystyle \partial K}. La hipótesis implica que f no tiene raíces en {\displaystyle \partial K}. En consecuencia, por principio del argumento, el número Nf (K) de ceros de f en K es
{\displaystyle {\frac {1}{2\pi i}}\oint _{C}{\frac {f'(z)}{f(z)}}\,dz={\frac {1}{2\pi i}}\oint _{f\circ C}{\frac {dz}{z}}=\mathrm {Ind} _{f\circ C}(0),}
es decir, el índice de la curva cerrada {\displaystyle f\circ C} alrededor del origen; de manera similar para g. La hipótesis asegura que g(z) no es un múltiplo real negativo de f(z) para cualquier z = C(x), por lo que 0 no se encuentra en el segmento de línea que une f(C(x)) con g(C(x)), y
{\displaystyle H_{t}(x)=(1-t)f(C(x))+tg(C(x))}
es una homotopía entre las curvas {\displaystyle f\circ C} y {\displaystyle g\circ C} evitando el origen. El número de vueltas es un invariante de la homotopía: la función
{\displaystyle I(t)=\mathrm {Ind} _{H_{t}}(0)={\frac {1}{2\pi i}}\oint _{H_{t}}{\frac {dz}{z}}}
es continua y de valores enteros, y por lo tanto, constante. Esto muestra que
{\displaystyle N_{f}(K)=\mathrm {Ind} _{f\circ C}(0)=\mathrm {Ind} _{g\circ C}(0)=N_{g}(K).}